# Солтан Ибрахим-шах
Солтан Ибрахим-шах, Мухаммад Али-бег Афшар (1717—1748) — третий (шаханшах) шах Персии из династии Афшаридов (1748), сын Мохаммед Ибрагим-хана (ум. 1738), беглербека Азербайджана, старшего брата Надир-шаха.

## Биография
Родился в 1717 году в Абиварде, провинция Хорасан. Второй из четырех сыновей Ибрагим-хана (? — 1738), наместника Азербайджана и старшего брата Надир-шаха. С 1745 по 1747 году занимал должность губернатора Хамадана. Летом 1747 года Ибрахим-хан был назначен своим братом Али Адил-шахом, занявшим шахский престол, вице-королем Персии с титулом Наиб ас-Салтанэ. Летом 1747 года Ибрахим-хан был назначен своим братом Али Адил-шахом, занявшим шахский престол, наместником Исфахана. В следующем 1748 году исфаханский наместник Ибрахим-хан поднял восстание против своего брата Адил-шаха. На его сторону перешел наместник Азербайджана Амир Аслан-хан (двоюродный брат Надир-шаха). Адил-шах, находившийся тогда в Мазандаране, выступил своего мятежного брата. В местечке Саман-архы в Иранском Азербайджане произошла битва между двумя братьями-соперниками. Во время сражения большинство воинов Адил-шаха перешло на сторону Ибрахим-хана. Адил-шах был разбит и бежал в Тегеран, где был схвачен и ослеплен сторонниками Ибрахим-хана. Ибрахим-хан вступил в Тебриз, где провозгласил себя новым шахом Персии под именем Ибрахим-шаха. Вскоре Ибрахим-шах расправился со своим союзником, азербайджанским наместником Амир Аслан-ханом, оказавшим ему помощь в борьбе против Адил-шаха. Ибрахим-шах пригласил Амир Аслан-хана в Тебриз и приказал его умертвить.
Осенью того же 1748 года против Ибрахим-шаха выступил Шахрох-мирза, единственный из оставшихся в живых внуков Надир-шаха. В 1747 году после убийства своего отца Реза-Кули-мирзы и всех братьев Шахрох-мирза был заключен Адил-шахом в Мешхеде. После победы над своим братом Ибрахим-шах попытался расправиться с Шахрох-мирзой. Он отправил своего брата Гусейн-бека в Мешхед, но хорасанские ханы отказались выдать ему Шахроха. В октябре 1748 года группа военачальников освободила принца Шахроха из темницы в Мешхеде и провозгласила его новым шахом Персии. Ибрахим-шах собрал войско и выступил в поход на Мешхед. Однако в Семнане большая часть его войска перешла на сторону Шахроха. Тогда Ибрахим-шах с афганскими отрядами отступил в Кум, но горожане отказались впустить его в город. Ибрахим-шах взял штурмом и разорил Кум, а затем укрылся в крепости Калапур. Местные жители подняли бунт, захватили в плен Ибрахим-шаха и отправили его в Мешхед. В декабре 1748 года по приказу Шахрох-шаха Ибрахим-шах был казнен.

## Браки и дети
Был дважды женат. До августа 1745 года в Ереване женился на дочери Мухаммада Хусейн-хана, правителя Дагестана. Вторично женился до мая 1749 года на вдове своего брата Адил-шаха, дочери царя Кахетии Давид II. У него было пять детей от первого брака:
- Шахзаде Хасан-мирза
- Шахзаде Рахим-мирза
- Шахзаде Хусейн-мирза
- Шахзаде Касим-мирза
- Шахзаде Алхас-мирза.